# Колагаси (військове звання)
Колагаси (також пишеться як Кол-агаси, Кол Агассі) — військове звання Османської армії. Воно відповідає старшому капітану або ад’ютанту майору. «Кол Агаси» — складне слово, що складається з «Кол» (колона в турецькій мові) та «Ага» (начальник в турецькій мові).
Звання було молодшим за звання «Бінбаші» і старшим за звання «Юзбаші» (капітан) в Османській армії.
Попри те, що «Колагаси» було єдиним званням, воно поділялося на два: Саг Колагаси (Колаагаси Правого Флангу) та Сол Колагаси (Колаагаси Лівого Флангу). «Саг Колагаси» був старшим за «Сол Колагаси». Після звання «Юзбаші» (капітан) офіцер спочатку мав стати «Сол Колагаси», перш ніж стати «Саг Колагаси»[джерело?].